# Bebearia innocua
Bebearia innocua är en fjärilsart som beskrevs av Smith och Kirby 1889. Bebearia innocua ingår i släktet Bebearia och familjen praktfjärilar. Inga underarter finns listade i Catalogue of Life.